# Экономика Таджикской ССР
Экономика Таджикской Советской Социалистической Республики — составная часть экономики СССР, расположенная на территории Таджикской ССР. Входила в Среднеазиатский экономический район.

## Промышленность
На отрасли лёгкой и пищевой промышленности приходилось свыше 60 % промышленной продукции. Основные отрасли тяжёлой промышленности — электроэнергетика, горнорудная, цветная металлургия, машиностроение и металлообработка, промышленность стройматериалов. Основу электроэнергетики составляли ГЭС: Нурекская, Головная, Байпазинская (на Вахше), Кайраккумская (на Сырдарье) и другие. По состоянию на 1989 год строились: Рогунская ГЭС, Сангтудинские ГЭС на реке Вахш. Крупные ТЭЦ — в Душанбе, Яване. Добывался бурый уголь (Шураб), нефть (на севере и юге республики), природный газ (Вахшская, Гиссарская долины). Добыча и обогащение руд цветных и редких металлов (свинец, цинк, висмут, сурьма, ртуть, вольфрам, молибден), золота. Цветная металлургия (алюминиевый завод в Турсунзаде, гидрометаллургический в Исфаре и другие). Предприятия машиностроения производили мотальные, сельскохозяйственные машины, оборудование для предприятий торговли и общественного питания, текстильное, светотехническое оборудование, трансформаторы, бытовые холодильники "Памир", кабель и другие (основной центр — Душанбе). Развивалась химическая промышленность: заводы — азотно-туковый в Курган-Тюбе, электрохимический в Яване, пластмасс в Душанбе и другие. Главные отрасли лёгкой промышленности: хлопкоочистительная, шёлковая, ковроткацкая (Душанбе, Ленинабад, Кайраккум и другие). В пищевой промышленности выделялись фруктово-консервная, маслобойно-жировая отрасли.

## Сельское хозяйство
В 1986 году в республике насчитывалось 299 совхозов и 157 колхоз. Сельскохозяйственные угодья составляли 4,2 млн га, из них:
- пашня — 0,8 млн га,
- пастбища — 3,2 млн га.

В связи с большими ирригационными работами площадь орошаемых земель в 1986 году достигла 662 тыс. га. Земледелие давало около 65 % валовой продукции сельского хозяйства. Ведущая отрасль сельского хозяйства — хлопководство (сбор хлопка-сырца 922 тыс. т в 1986 году); развито в Ферганской, Вахшской, Гиссарской долинах. Таджикистан — основная база страны по производству тонковолокнистого хлопка. Культивировали также табак, герань, лён-кудряш, кунжут. Около 20 % посевов было занято зерновыми культурами (валовой сбор зерна — 246 тыс. т в 1986 году). Выращивали овоще-бахчевые культуры. Было развито плодоводство (в том числе цитрусоводство), виноградарство. Мясо-шёрстное овцеводство и мясо-молочное скотоводство. Поголовье (на 1987 год, в млн голов): крупный рогатый скот — 1,4 (в том числе коров — 0,6), овец и коз — 3,2. Шелководство.

## Транспорт
Эксплуатационная длина (на 1986 год):
- железных дорог — 470 км,
- автодорог — 13,2 тыс. км (в том числе с твёрдым покрытием — 11,6 тыс. км).

Таджикистан снабжался газом из Узбекистана, Афганистана (газопровод Келиф — Душанбе), от местных газопромыслов.